# Ri In-mo
Ri In-mo (리인모, né le 15 avril 1917, décédé le 16 juin 2007) est un ancien prisonnier nord-coréen en Corée du Sud. C'est l'un des « non-convertis » coréens les mieux connus ayant refusé de renier ses convictions socialistes. Il est emprisonné pendant trente-quatre ans, jusqu'à sa libération en 1988, avant d'être rapatrié en Corée du Nord le 19 mars 1993.

## Biographie
Correspondant de guerre de l'Armée populaire de Corée pendant la guerre de Corée, Ri In-mo a accompagné la guérilla du mont Jiri, dans le sud de la péninsule. Blessé en janvier 1952, il est capturé puis est emprisonné en Corée du Sud, malgré la signature de l'armistice en juin 1953 et l'opération Big Switch de rapatriement des prisonniers de guerre.
Torturé, Ri In-mo a été emprisonné pendant trente-quatre ans, jusqu'à sa libération en 1988, dans le contexte nouveau de libéralisation politique en Corée du Sud.
Malgré le lancement par le régime militaire du général Park Chung-hee d'un programme de « conversion » forcée des prisonniers politiques, Ri In-mo a refusé d'abandonner ses idées communistes, comme il l'a expliqué dans ses mémoires publiés en 1997 :

« Nous ressentions un si profond ressentiment envers ces individus bestiaux qui ne nous traitaient pas comme des humains que nous avions décidé de ne pas nous rendre à eux. Mes camarades qui résistaient jusqu’au bout ont préservé leur honneur d’être humains face aux coups si durs à supporter et à la torture avec l’eau. »

Après sa libération le 27 octobre 1988, Ri In-mo est assigné à résidence dans un foyer de l'Armée du salut, où il commence à rédiger ses mémoires, publiés pour la première fois en 1989 dans le mensuel Mal et le quotidien Hangyore Sinmun.
À la suite d'une campagne lancée en Corée du Nord, Ri In-mo est rapatrié le 19 mars 1993 auprès de sa famille, à Pyongyang, après avoir traversé la zone coréenne démilitarisée à Panmunjeom. Le 15 avril 1993, jour de son anniversaire, il reçoit la visite du président Kim Il-sung.
Un film de la série cinématographique nord-coréenne La Nation et le Destin a été consacré à la vie de Ri In-mo.